# Giuseppe della Porta Rodiani
Giuseppe della Porta Rodiani (Roma, 5 de setembro de 1773 - Roma, 18 de dezembro de 1841) foi um cardeal italiano.

## Biografia
Nasceu em Roma em 5 de setembro de 1773. Filho do conde Carlo della Porta Rodiani (1718-1798), conservador de Roma (1771) e maestro delle Strade (1786) e Maria Clementina Dandi-Gangalandi (1740-1792). Possivelmente relacionado com o cardeal Francesco Saverio Massimo (1838); e ao quasi-cardeal Augusto Negroni (1875). Seu sobrenome também está listado como Porta Rodiani, della.
Ordenado em 24 de setembro de 1796. Cônego da patriarcal basílica vaticana. Relator da Sagrada Consulta. Tenente civil do tribunal do vicariato de Roma. Prelado doméstico de Sua Santidade. Consultor da SC da Inquisição Romana e Universal. Vice-regente de Roma, de 30 de setembro de 1821 a 6 de fevereiro de 1833.
Eleito arcebispo titular de Damasco, em 19 de abril de 1822. Consagrado, em 21 de abril de 1822, na igreja de S. Ignazio, em Roma, pelo cardeal Annibale della Genga, coadjuvado por Pietro Caprano, arcebispo titular de Icônio, secretário da SC de Propaganda Fide, e por Fortunato Maria Ercolani, bispo de Civita Castellana, Orte e Gallese. Cânon da basílica patriarcal do Vaticano. Presidente da Visita Apostólica Extraordinária. Patriarca latino titular de Constantinopla, 16 de maio de 1823. Pró-vigário de Roma, 28 de setembro de 1823 até 2 de janeiro de 1824. Auditor geral da Câmara Apostólica, 8 de fevereiro de 1833.
Criado cardeal e reservado in pectore no consistório de 23 de junho de 1834; publicado em 6 de abril de 1835; recebeu o chapéu vermelho em 9 de abril de 1835; e o título de S. Susanna, 24 de julho de 1835. Vigário de Roma, 30 de novembro de 1838. Prefeito da SC da Residência dos Bispos de 30 de novembro de 1838 até sua morte.
Morreu em Roma em 18 de dezembro de 1841. Exposto e enterrado na igreja de S. Susanna, Roma.